# Metopomystrum
Metopomystrum is een geslacht van rechtvleugeligen uit de familie doornsprinkhanen (Tetrigidae). De wetenschappelijke naam van dit geslacht is voor het eerst geldig gepubliceerd in 1939 door Günther.

## Soorten
Het geslacht Metopomystrum omvat de volgende soorten:
- Metopomystrum apterum Günther, 1939
- Metopomystrum pehlkei Günther, 1939